# فيلي هينريتش
فيلي هينريتش (بالألمانية: Willi Heinrich)‏ هو كاتب ألماني، ولد في 9 أغسطس 1920 في هايدلبرغ في ألمانيا، وتوفي في 12 يوليو 2005 في Dobel ‏ في ألمانيا.

## وصلات خارجية
- الموقع الرسمي
- فيلي هينريتش على موقع IMDb (الإنجليزية)
- فيلي هينريتش على موقع مونزينجر (الألمانية)
- فيلي هينريتش على موقع ألو سيني (الفرنسية)
- فيلي هينريتش على موقع أول موفي (الإنجليزية)
- فيلي هينريتش على موقع قاعدة بيانات الأفلام السويدية (السويدية)
- فيلي هينريتش على موقع قاعدة بيانات الفيلم (الإنجليزية)
- فيلي هينريتش على موقع كينوبويسك (الروسية)